# Гергард Феєрабенд
Гергард Фріц Франц Феєрабенд (нім. Gerhard Fritz Franz Feyerabend; 29 квітня 1898, маєток Допзаттель — 6 листопада 1965, Роттах-Егерн) — німецький воєначальник, генерал-майор вермахту. Кавалер Лицарського хреста Залізного хреста.

## Біографія
Син власника лицарської мизи Ойгена Феєрабенда (1860–1901) і його дружини Анни, уродженої Клаассен (1870–1943). В 1906/11 року навчався в середній школі в Кенігсберзі, в 1911/14 роках — в кадетському корпусі в Кесліні, в 1914/16 роках — в головному кадетському училищі в Берліні. Учасник Першої світової війни, служив у 82-му польовому артилерійському полку. Після демобілізації армії залишений в рейхсвері. З 12 жовтня 1937 року — 1-й офіцер Генштабу 24-ї дивізії, з 1 жовтня 1939 по 12 січня 1940 року — генерала артилерії ОКГ, з 5 лютого по 10 липня 1940 року — 40-го армійського корпусу. Учасник Польської і Французької кампаній. 10 липня 1940 року призначений в оперативний відділ Генштабу сухопутних військ. З 8 жовтня 1940 року — інструктор з тактики у Військовій академії. З 1 квітня по 3 серпня 1941 року — 1-й офіцер Генштабу 2-ї армії. Учасник Балканської кампанії та Німецько-радянської війни. З 19 жовтня 1941 по 15 липня 1943 року — начальник Генштабу 27-го армійського корпусу, з 1 серпня 1943 року — 2-ї армії. В серпні-вересні 1944 року — командир 87-ї, з 18 листопада 1944 року — 11-ї піхотної дивізії. 10 травня 1945 року взятий в полон радянськими військами в Курляндії. 10 липня 1947 року звільнений.

## Сім'я
18 липня 1924 року одружився з Ерною Решке (16 червня 1901). 9 травня 1935 року в пари народилась дочка Марія-Луїза. Дружина і дочка Феєрабенда були вбиті радянськими солдатами 30 січня 1945 року у Східній Пруссії.
Після Другої світової війни одружився з Ліліан Шмідт фон Альтенштадт, уродженою Торстен, вдовою генерал-майора Ганса Георга Шмідта фон Альтенштадта.

## Звання
- Фенріх (29 березня 1916)
- Лейтенант (5 грудня 1916)
- Оберлейтенант (31 липня 1925)
- Гауптман (1 квітня 1933)
- Майор (2 серпня 1936)
- Оберстлейтенант (20 березня 1939)
- Оберст (9 листопада 1941)
- Генерал-майор (20 лютого 1944)
- Генерал-лейтенант (23 лютого 1945)

## Нагороди
- Залізний хрест
  - 2-го класу (8 листопада 1916)
  - 1-го класу (27 березня 1924)
- Орден «За військові заслуги» (Баварія) 4-го класу з мечами
- Хрест «За військові заслуги» (Австро-Угорщина) 3-го класу з військовою відзнакою
- Нагрудний знак «За поранення» в чорному
- Німецький імперський спортивний знак в бронзі (вересень 1920)
- Почесний хрест ветерана війни з мечами
- Медаль «За вислугу років у Вермахті» 4-го, 3-го і 2-го років (18 років; 2 жовтня 1936) — отримав 3 нагороди одночасно.
- Медаль «У пам'ять 1 жовтня 1938 року»
- Застібка до Залізного хреста
  - 2-го класу (24 вересня 1939)
  - 1-го класу (9 листопада 1939)
- Медаль «За зимову кампанію на Сході 1941/42» (14 липня 1942)
- Німецький хрест в золоті (30 січня 1943)
- Лицарський хрест Залізного хреста (5 квітня 1945)
- Нарукавна стрічка «Курляндія» (1945)